# 3 Pułk Piechoty Zmotoryzowanej
3 Pułk Piechoty Zmotoryzowanej – pułk piechoty niemieckiej okresu III Rzeszy. Podczas kampanii wrześniowej 1939 roku jego dowódcą był ppłk Wessel.
Żołnierze niemieckiego 3 pułku piechoty zmotoryzowanej zastrzelili część spośród przeszło 200 wziętych do niewoli polskich żołnierzy I batalionu mjr. Pelca ze składu 74 Górnośląskiego pułku piechoty.